# Melpomene plesia
Melpomene plesia är en spindelart som beskrevs av Chamberlin och Ivie 1942. Melpomene plesia ingår i släktet Melpomene och familjen trattspindlar.
Artens utbredningsområde är Panama. Inga underarter finns listade i Catalogue of Life.